# WCW世界女子クルーザー級王座
WCW世界女子クルーザー級王座は、WCWが管理、認定していた王座。

## 歴史
1997年4月7日、WCWハンツビル大会で行われた初代王座決定トーナメントに優勝した植松寿絵が初代王者になった。体重制限は130ポンド（約59kg）。

## 歴代王者
| 歴代  | 選手         | 獲得日付      | 獲得場所 （対戦相手・その他）       |
| ----- | ------------ | ------------- | ----------------------------------- |
| 初代  | 植松寿絵     | 1997年4月7日  | アラバマ州ハンツビル マリア・ホサカ |
| 第2代 | 田村欣子     | 1997年7月19日 | 横浜文化体育館                      |
| 第3代 | シュガー佐藤 | 1997年9月20日 | 川崎市体育館                        |